# Seznam bývalých hraničních přechodů na česko-polské státní hranici
Seznam bývalých hraničních přechodů na česko-polské státní hranici obsahuje hraniční přechody silniční, železniční, říční, turistické pro pěší a cyklisty a další bývalé přechody mimo místních cest; doplňují jej přeshraniční propojení otevřené po vstupu České republiky do Schengenského prostoru v roce 2007. Je řazen ve směru ze západu na východ od hranice s Německem k hranici se Slovenskem a nemusí být úplný.
Ke dni 21. prosince 2007 Česká republika plně přistoupila k Schengenské dohodě. Podle ustanovení může být státní hranice mezi signatáři této smlouvy překročena po celé délce; výjimku mají národní parky, kde je mimo značené cesty zakázán pohyb osob. Protože země, které hraničí s Českou republikou, jsou signatáři dohody, všechny hraniční přechody byly zrušeny. V případě dočasného znovuzavedení ochrany vnitřních hranic je provoz na hraničním přechodu upraven Sdělením Ministerstva vnitra č. 395/2021 Sb.

## Seznam
| Hraniční přechod                                          | Typ                          | Komunikace                                          | Okres               |
| --------------------------------------------------------- | ---------------------------- | --------------------------------------------------- | ------------------- |
| Hrádek nad Nisou – Porajów                                | silniční                     | Silnice I/35 (35L)                                  | Liberec             |
| Hrádek nad Nisou – Kopaczów                               | silniční                     | Silnice I/35                                        | Liberec             |
| Oldřichov na Hranicích – Kopaczów                         | turistický                   |                                                     | Liberec             |
| Heřmanice – Bogatynia                                     | turistický železniční-zanikl | Trať Heřmanice–Bogatynia 1900–1945                  | Liberec             |
| Kunratice – Bogatynia                                     | silniční                     | Silnice III/03511                                   | Liberec             |
| Višňovská – Wigancice Zytawskie                           | turistický                   | Silnice III/0356                                    | Liberec             |
| Andělka – Lutogniewice                                    | turistický                   |                                                     | Liberec             |
| Černousy-Ves – Zawidów                                    | silniční                     | Silnice III/0353                                    | Liberec             |
| Frýdlant v Čechách – Zawidów                              | železniční                   | Železniční trať Liberec–Zawidów                     | Liberec             |
| Černousy – Zawidów                                        | turistický                   |                                                     | Liberec             |
| Habartice – Zawidów                                       | silniční                     | Silnice I/13                                        | Liberec             |
| Habartice – Zawidów-ul. Niepodleglości                    | silniční                     |                                                     | Liberec             |
| Dolní Oldřiš – Miedziana                                  | turistický                   |                                                     | Liberec             |
| Srbská – Miloszów                                         | silniční                     | Silnice III/2918                                    | Liberec             |
| Jindřichovice pod Smrkem – Świecie (Gmina Leśna)          | turistický                   |                                                     | Liberec             |
| Nové Město pod Smrkem – Czerniawa-Zdrój                   | silniční                     | Silnice II/291                                      | Liberec             |
| Smrk-Lázně Libverda – Stóg Izerski                        | turistický                   |                                                     | Liberec             |
| Jizerka – Orle                                            | turistický                   |                                                     | Jablonec nad Nisou  |
| Harrachov – Polana Jakuszycka                             | turistický                   |                                                     | Jablonec nad Nisou  |
| Harrachov – Szklarska Poręba Jakuszyce                    | železniční                   | Železniční trať Liberec–Harrachov                   | Jablonec nad Nisou  |
| Harrachov – Jakuszyce                                     | silniční                     | Silnice I/10                                        | Jablonec nad Nisou  |
| Vosecká bouda – Hala Szrenicka                            | turistický                   |                                                     | Semily              |
| Vosecká bouda-Svinské kameny – Szrenica                   | turistický                   |                                                     | Semily              |
| Vosecká bouda-Tvarožník – Szrenica                        | turistický                   |                                                     | Semily              |
| Labská bouda – Hala Pod Łabskim Szczytem-Piechowice       | turistický                   |                                                     | Trutnov             |
| Sněžné jámy – Śnieżne Kotły                               | turistický                   |                                                     | Trutnov             |
| Martinova bouda – Czarna Przelecz                         | turistický                   |                                                     | Trutnov             |
| Petrova Bouda – Jagniątków                                | turistický                   |                                                     | Trutnov             |
| Špindlerův Mlýn (Špindlerova Bouda) – Przesieka-Podgórzyn | turistický                   |                                                     | Trutnov             |
| Luční bouda – Równia pod Śnieżka                          | turistický                   |                                                     | Trutnov             |
| Luční bouda – Slaski dom                                  | turistický                   |                                                     | Trutnov             |
| Soví sedlo-Jelenka – Sowia Przelecz                       | turistický                   |                                                     | Trutnov             |
| Pomezní Boudy – Przełęcz Okraj                            | silniční                     | Silnice II/252                                      | Trutnov             |
| Horní Albeřice – Niedamirów                               | turistický                   |                                                     | Trutnov             |
| Žacléř-Bobr – Niedamirów                                  | turistický                   |                                                     | Trutnov             |
| Královec – Lubawka                                        | silniční                     | Silnice I/16                                        | Trutnov             |
| Královec – Lubawka                                        | železniční                   | Železniční trať Trutnov–Sędzisław                   | Trutnov             |
| Bernartice (Malé sedlo) – Błażejów                        | turistický                   |                                                     | Trutnov             |
| Petříkovice – Okrzeszyn                                   | turistický                   |                                                     | Trutnov             |
| Libná – Chełmsko Śląskie                                  | turistický                   |                                                     | Náchod              |
| Zdoňov – Łączna (Mieroszów)                               | silniční                     | Silnice III/30111                                   | Náchod              |
| Meziměstí – Mieroszów                                     | železniční                   | Železniční trať Valbřich–Meziměstí                  | Náchod              |
| Starostín – Golińsk                                       | silniční                     | Silnice II/302                                      | Náchod              |
| Vižňov – Nowe Siodło                                      | turistický                   |                                                     | Náchod              |
| Vižňov – Sokołowsko                                       | turistický                   |                                                     | Náchod              |
| Ruprechtický Špičák – Łomnica                             | turistický                   |                                                     | Náchod              |
| Ruprechtický Špičák (vrchol) – Łomnica                    | turistický                   |                                                     | Náchod              |
| Janovičky – Gluszyca Górna                                | turistický                   |                                                     | Náchod              |
| Rožmitál – Świerki                                        | turistický                   |                                                     | Náchod              |
| Šonov – Tłumaczów                                         | silniční                     |                                                     | Náchod              |
| Otovice – Tłumaczów                                       | silniční                     | Silnice II/302                                      | Náchod              |
| Božanov – Radków                                          | silniční                     |                                                     | Náchod              |
| Studená Voda – Radków                                     | turistický                   |                                                     | Náchod              |
| Machovský kříž – Pasterka                                 | turistický                   |                                                     | Náchod              |
| Machovská Lhota – Pasterka                                | turistický                   |                                                     | Náchod              |
| Machovská Lhota – Ostra Góra                              | silniční                     | Silnice III/30317                                   | Náchod              |
| Machovská Lhota – Błędne Skały                            | turistický                   |                                                     | Náchod              |
| Machov – Błędne Skały                                     | turistický                   |                                                     | Náchod              |
| Machov – Bukowina Kłodzka                                 | turistický                   |                                                     | Náchod              |
| Končiny – Bukowina Kłodzka                                | turistický                   |                                                     | Náchod              |
| Končiny – Pstrążna                                        | turistický                   |                                                     | Náchod              |
| Závrchy – Pstrążna                                        | turistický                   |                                                     | Náchod              |
| Žďárky – Pstrążna                                         | turistický                   |                                                     | Náchod              |
| Malá Čermná – Czermna-Kudowa-Zdrój                        | turistický                   |                                                     | Náchod              |
| Náchod – Słone                                            | turistický                   |                                                     | Náchod              |
| Náchod – Kudowa Słone                                     | silniční                     | Silnice I/33                                        | Náchod              |
| Běloves – Brzozowie                                       | turistický                   |                                                     | Náchod              |
| Česká Čermná – Brzozowie                                  | silniční                     |                                                     | Náchod              |
| Dlouhé – Taszów                                           | turistický                   |                                                     | Náchod              |
| Olešnice v Orlických horách – Taszów                      | turistický                   |                                                     | Rychnov nad Kněžnou |
| Olešnice v Orlických horách – Kocioł                      | silniční                     | Silnice II/310                                      | Rychnov nad Kněžnou |
| Olešnice v Orlických horách-Čihalka – Duszniki-Zdrój      | turistický                   |                                                     | Rychnov nad Kněžnou |
| Vrchmezí – Orlica                                         | turistický                   |                                                     | Rychnov nad Kněžnou |
| Masarykova chata – Zieleniec                              | turistický                   |                                                     | Rychnov nad Kněžnou |
| Bedřichovka-Orlické Záhoří – Lasówka                      | turistický                   |                                                     | Rychnov nad Kněžnou |
| Orlické Záhoří – Mostowice                                | silniční                     | Silnice III/3113                                    | Rychnov nad Kněžnou |
| Bartošovice v Orlických horách – Niemojów                 | silniční                     | Silnice III/3115                                    | Rychnov nad Kněžnou |
| Čihák-Klášterec nad Orlicí – Lesica                       | turistický                   |                                                     | Ústí nad Orlicí     |
| Mladkov-Petrovičky – Kamieńczyk                           | silniční                     |                                                     | Ústí nad Orlicí     |
| Lichkov – Międzylesie                                     | železniční                   | Železniční trať Ústí nad Orlicí – Międzylesie       | Ústí nad Orlicí     |
| Dolní Lipka – Boboszów                                    | silniční                     | Silnice I/43                                        | Ústí nad Orlicí     |
| Horní Morava – Jodłów                                     | silniční turistický          |                                                     | Ústí nad Orlicí     |
| Horní Morava-sedlo – Puchača-Jodłów                       | turistický                   |                                                     | Ústí nad Orlicí     |
| Králický Sněžník-vrchol – Snieznik                        | turistický                   |                                                     | Ústí nad Orlicí     |
| Staré Město – Nowa Morawa                                 | silniční                     | Silnice II/446                                      | Šumperk             |
| Paprsek – Bielice                                         | turistický                   |                                                     | Šumperk             |
| Nýznerov-Skorošice – Bielice-Stronie Śląskie              | turistický                   |                                                     | Jeseník             |
| Hraničky – Nowy Gieraltów                                 | turistický                   |                                                     | Jeseník             |
| Černý Kout – Lądek-Zdrój                                  | turistický                   |                                                     | Jeseník             |
| Travná – Lutynia                                          | silniční                     | Silnice II/457                                      | Jeseník             |
| Bílá Voda-Růženec – Orłowiec                              | turistický                   |                                                     | Jeseník             |
| Bílá Voda – Złoty Stok                                    | silniční                     | Silnice III/4531                                    | Jeseník             |
| Bílá Voda – Kamienica                                     | silniční                     |                                                     | Jeseník             |
| Horní Hoštice – Gościce                                   | silniční                     |                                                     | Jeseník             |
| Bílý Potok – Paczków                                      | silniční                     | Silnice I/60                                        | Jeseník             |
| Bernartice – Dziewietlice                                 | silniční                     | Silnice III/4573                                    | Jeseník             |
| Horní Heřmanice – Jasienica Górna                         | silniční                     | Silnice III/4576                                    | Jeseník             |
| Vidnava – Kałków                                          | silniční                     | Silnice III/4577                                    | Jeseník             |
| Stará Červená Voda – Jarnołtów                            | silniční                     |                                                     | Jeseník             |
| Velké Kunětice – Sławniowice I                            | silniční                     | Silnice II/455                                      | Jeseník             |
| Velké Kunětice – Sławniowice                              | silniční                     | Silnice III/4578                                    | Jeseník             |
| Mikulovice-Kolnovice – Gierałcice                         | silniční                     |                                                     | Jeseník             |
| Mikulovice – Głuchołazy                                   | silniční                     | Silnice I/44                                        | Jeseník             |
| Mikulovice – Głuchołazy                                   | železniční                   | Železniční trať Šumperk–Krnov                       | Jeseník             |
| Ondřejovice-Salisov – Podlesie                            | turistický                   |                                                     | Jeseník             |
| Ondřejovice – Podlesie                                    | turistický                   |                                                     | Jeseník             |
| Zlaté Hory – Konradów                                     | silniční                     | Silnice II/445                                      | Jeseník             |
| Zlaté Hory – Jarnoltówek                                  | silniční                     |                                                     | Jeseník             |
| Zlaté Hory-Biskupská kupa, vrchol – Jarnoltówek           | turistický                   |                                                     | Jeseník             |
| Zlaté Hory-Biskupská kupa – Jarnoltówek                   | turistický                   |                                                     | Jeseník             |
| Janov – Pokrzywna                                         | silniční                     |                                                     | Bruntál             |
| Jindřichov ve Slezsku – Głuchołazy                        | železniční                   | Železniční trať Šumperk–Krnov                       | Bruntál             |
| Jindřichov – Dębowiec                                     | turistický                   |                                                     | Bruntál             |
| Bartultovice – Trzebina                                   | silniční                     | Silnice I/57                                        | Bruntál             |
| Rylovka – Krzyżkowice                                     | silniční                     |                                                     | Bruntál             |
| Osoblaha – Pomorzowiczki                                  | silniční                     | Silnice II/457                                      | Bruntál             |
| Rusín – Gadzowice                                         | silniční                     |                                                     | Bruntál             |
| Slezské Rudoltice – Równe                                 | silniční                     |                                                     | Bruntál             |
| Pelhřimovy – Pielgrzymów                                  | turistický                   |                                                     | Bruntál             |
| Město Albrechtice – Opawica                               | turistický                   |                                                     | Bruntál             |
| Linhartovy – Lenarcice                                    | silniční                     |                                                     | Bruntál             |
| Krásné Loučky – Krasne Pole                               | turistický                   |                                                     | Bruntál             |
| Chomýž – Chomiąża                                         | silniční                     |                                                     | Bruntál             |
| Krnov – Pietrowice                                        | silniční                     | Silnice I/45                                        | Bruntál             |
| Krnov – Głubczyce                                         | železniční zanikl            | Železniční trať Ratiboř–Krnov 1873-po 1945          | Bruntál             |
| Krnov-Horní Předměstí – Ciermięcice                       | silniční                     |                                                     | Bruntál             |
| Krnov – Bliszczyce                                        | turistický                   |                                                     | Bruntál             |
| Úvalno – Branice                                          | silniční                     | Silnice III/4593                                    | Bruntál             |
| Skrochovice – Boboluszki                                  | silniční                     |                                                     | Opava               |
| Holasovice – Wysoka                                       | turistický                   |                                                     | Opava               |
| Vávrovice – Dzierżkowice                                  | silniční                     | Silnice III/05712                                   | Opava               |
| Vávrovice – Wiechovice                                    | silniční                     | Silnice III/0578-2                                  | Opava               |
| Opava – Pilszcz                                           | silniční                     | Silnice III/01129                                   | Opava               |
| Oldřišov – Pilszcz 1                                      | turistický                   |                                                     | Opava               |
| Oldřišov – Pilszcz                                        | turistický                   |                                                     | Opava               |
| Hněvošice – Sciborzyce Wielkie                            | silniční                     | Silnice III/04613                                   | Opava               |
| Rohov – Ściborzyce Wielkie-Przysieczna                    | turistický                   |                                                     | Opava               |
| Sudice – Ściborzyce Wielkie                               | silniční                     | Silnice III/04614                                   | Opava               |
| Třebom – Kietrz                                           | silniční                     | Silnice II/467                                      | Opava               |
| Třebom – Gródczanki                                       | silniční                     | Silnice III/46826                                   | Opava               |
| Sudice – Pietraszyn                                       | silniční                     | Silnice I/46                                        | Opava               |
| Rohov – Krzanowice                                        | turistický                   |                                                     | Opava               |
| Strahovice – Krzanowice                                   | silniční                     |                                                     | Opava               |
| Chuchelná – Krzanowice                                    | železniční zanikl            | Železniční trať Kravaře ve Slezsku – Chuchelná 1895 | Opava               |
| Chuchelná – Krzanowice                                    | silniční                     | Silnice III/46822                                   | Opava               |
| Chuchelná – Borucin                                       | turistický                   |                                                     | Opava               |
| Píšť – Bolesław                                           | turistický                   |                                                     | Opava               |
| Píšť – Owsiszcze                                          | silniční                     | Silnice II/466                                      | Opava               |
| Hať – Tworków                                             | silniční                     | Silnice II/469                                      | Opava               |
| Hať – Rudyszwałd                                          | silniční                     |                                                     | Opava               |
| Šilheřovice – Rudyszwałd                                  | silniční                     | Silnice III/4696                                    | Opava               |
| Šilheřovice – Chałupki                                    | silniční                     | Silnice III/01136                                   | Opava               |
| Bohumín – Chałupki                                        | železniční                   | Železniční trať Kandřín-Kozlí – Bohumín             | Karviná             |
| Bohumín – Nowe Chałupki                                   | silniční                     | Silnice I/67                                        | Karviná             |
| Bohumín – Chałupki                                        | silniční                     | Silnice II/471                                      | Karviná             |
| Věřňovice (D1) – Gorzyczki                                | silniční                     | Dálnice D1                                          | Karviná             |
| Věřňovice – Gorzyczki                                     | silniční                     |                                                     | Karviná             |
| Věřňovice – Łaziska                                       | turistický                   |                                                     | Karviná             |
| Závada – Golkowice                                        | silniční                     | Silnice III/46811                                   | Karviná             |
| Petrovice u Karviné – Skrbeńsko                           | silniční                     |                                                     | Karviná             |
| Petrovice u Karviné-Kempy – Jastrzebie Ruptawa            | turistický                   |                                                     | Karviná             |
| Dolní Marklovice – Marklowice Górne                       | turistický                   |                                                     | Karviná             |
| Dolní Marklovice – Marklowice Górne                       | silniční                     | Silnice II/475                                      | Karviná             |
| Petrovice u Karviné – Zebrzydowice                        | železniční                   | Železniční trať Dětmarovice–Zebrzydowice            | Karviná             |
| Karviná-Mizerov – Wymysłów                                | turistický                   |                                                     | Karviná             |
| Karviná Ráj I – Kaczyce Dolne                             | silniční                     | Silnice II/472                                      | Karviná             |
| Karviná-Ráj II – Kaczyce Dolne                            | silniční                     | Silnice III/47216                                   | Karviná             |
| Chotěbuz – Cieszyn                                        | silniční                     | Silnice I/48                                        | Karviná             |
| Český Těšín – Cieszyn                                     | železniční                   | Železniční trať Cieszyn – Frýdek-Místek             | Karviná             |
| Český Těšín-Hlavní třída – Cieszyn                        | silniční                     |                                                     | Karviná             |
| Český Těšín – Cieszyn                                     | silniční                     |                                                     | Karviná             |
| Český Těšín – Cieszyn-lávka                               | turistický                   |                                                     | Karviná             |
| Kojkovice – Puńców                                        | silniční                     |                                                     | Frýdek-Místek       |
| Horní Líštná – Leszna Górna                               | silniční                     | Silnice II/476                                      | Frýdek-Místek       |
| Nýdek – Cisownica                                         | turistický                   |                                                     | Frýdek-Místek       |
| Nýdek – Wielka Czantoria                                  | turistický                   |                                                     | Frýdek-Místek       |
| Velká Čantoryje – Wielka Czantoria                        | turistický                   |                                                     | Frýdek-Místek       |
| Beskydek – Beskidek                                       | turistický                   |                                                     | Frýdek-Místek       |
| Malý Stožek – Stozek                                      | turistický                   |                                                     | Frýdek-Místek       |
| Velký Stožek – Stozek                                     | turistický                   |                                                     | Frýdek-Místek       |
| Bukovec – Istebna                                         | turistický                   |                                                     | Frýdek-Místek       |
| Bukovec – Jasnowice                                       | silniční                     |                                                     | Frýdek-Místek       |
| Hrčava – Jaworzynka                                       | silniční                     | Silnice III/01149                                   | Frýdek-Místek       |
| Hrčava – Jaworzynka                                       | turistický                   |                                                     | Frýdek-Místek       |